# NGC 7206
NGC 7206 is een lensvormig sterrenstelsel in het sterrenbeeld Pegasus. Het hemelobject werd op 7 augustus 1864 ontdekt door de Duitse astronoom Albert Marth.

## Synoniemen
- UGC 11904
- MCG 3-56-7
- ZWG 451.6
- PGC 68014